# Oscar and the Wolf

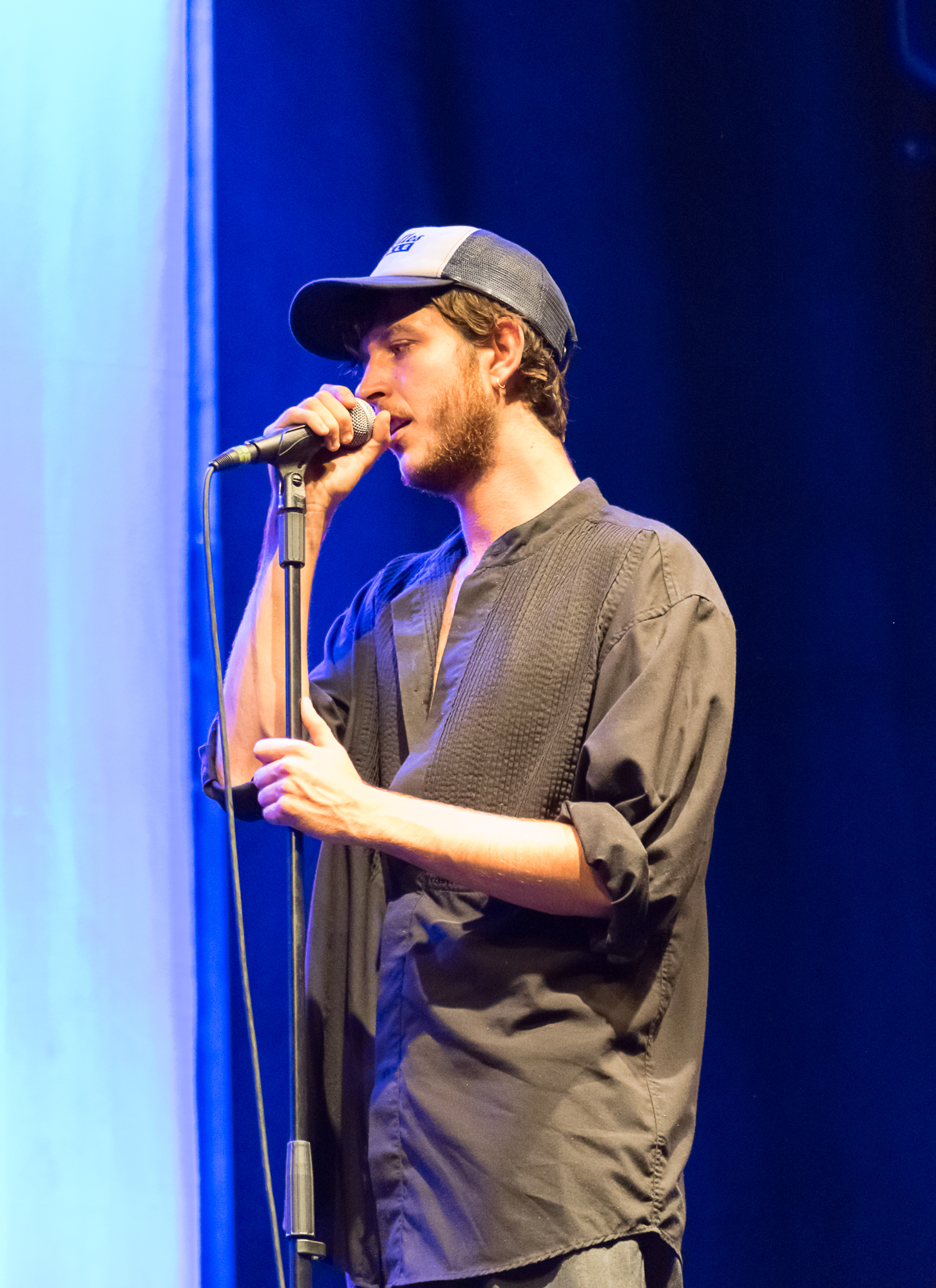
Oscar and the Wolf alias Max Colombie, 2015

Oscar and the Wolf ist das Elektropop-Projekt des belgischen Musikers Max Colombie.

## Geschichte
Schon in jungen Jahren fand Max Colombie (* 22. Februar 1991 in Jette, Belgien) ins Musikgeschäft: 2005 wurde der damals 14-jährige Zweiter bei der belgischen Vorrunde zum Junior Eurovision Song Contest mit seiner Klavierballade Voor eeuwig. Im selben Jahr erschien der Titel als Single, 2006 folgte mit Niemand eine weitere. Doch zunächst unterbrach Colombie seine musikalische Karriere und begann ein Studium der Malerei in Gent.
2010 gründete Colombie zusammen mit Ozan Bozdag, Claudio Arduini und Jasper Bullynck die Band Oscar and the Wolf, mit ihm selbst als Frontmann. 2010 erschien die Debüt-EP Imagine Mountains, 2012 Summer Skin. Mit Orange Sky gelang es der Band 2013 erstmals, größere Aufmerksamkeit zu erzielen, doch den Durchbruch schafften Oscar and the Wolf 2014 mit dem Dream-Pop-Album Entity. Weitere daran beteiligte Musiker waren Kris Verhelst, Filip Brans und Roland Spooren. Es folgten Konzerte in ganz Europa, darunter Auftritte im Paradiso (Amsterdam) und bei großen Festivals wie Rock Werchter, Hurricane, Pukkelpop und Tomorrowland. Außerdem gewannen Oscar and the Wolf 2014 Music Industry Awards in drei Kategorien.
Oscar and the Wolf wird von Colombie mittlerweile als Ein-Mann-Projekt weitergeführt, begleitet von einem zwanzigköpfigen Team.

## Diskografie

### Alben
| Jahr | Titel       | Höchstplatzierung, Gesamtwochen, AuszeichnungChartplatzierungen (Jahr, Titel, Platzierungen, Wochen, Auszeichnungen, Anmerkungen) | Höchstplatzierung, Gesamtwochen, AuszeichnungChartplatzierungen (Jahr, Titel, Platzierungen, Wochen, Auszeichnungen, Anmerkungen) | Höchstplatzierung, Gesamtwochen, AuszeichnungChartplatzierungen (Jahr, Titel, Platzierungen, Wochen, Auszeichnungen, Anmerkungen) | Anmerkungen                              |
| Jahr | Titel       | BEF | BEW | NL | Anmerkungen                              |
| ---- | ----------- | --- | --- | --- | ---------------------------------------- |
| 2014 | Entity      | BEF1 ×2Doppelplatin · (… Wo.)BEF                                                                                                  | BEW11 (140 Wo.)BEW | NL8 Gold · (39 Wo.)NL | Erstveröffentlichung: 13. Oktober 2014   |
| 2017 | Infinity    | BEF1 Gold · (115 Wo.)BEF | BEW4 (59 Wo.)BEW | NL6 (12 Wo.)NL | Erstveröffentlichung: 29. September 2017 |
| 2021 | The Shimmer | BEF1 (17 Wo.)BEF | BEW8 (10 Wo.)BEW | NL23 (2 Wo.)NL | Erstveröffentlichung: 22. Oktober 2021   |
| 2024 | Taste       | BEF2 (… Wo.)BEF | BEW34 (4 Wo.)BEW | NL43 (1 Wo.)NL | Erstveröffentlichung: 25. Oktober 2024   |

### EPs
- 2011: Imagine Mountains
- 2012: Summer Skin

### Singles
| Jahr | Titel Album                                     | Höchstplatzierung, Gesamtwochen, AuszeichnungChartplatzierungen (Jahr, Titel, Album, Platzierungen, Wochen, Auszeichnungen, Anmerkungen) | Höchstplatzierung, Gesamtwochen, AuszeichnungChartplatzierungen (Jahr, Titel, Album, Platzierungen, Wochen, Auszeichnungen, Anmerkungen) | Höchstplatzierung, Gesamtwochen, AuszeichnungChartplatzierungen (Jahr, Titel, Album, Platzierungen, Wochen, Auszeichnungen, Anmerkungen) | Anmerkungen                                                                     |
| Jahr | Titel Album                                     | BEF | BEW | NL | Anmerkungen                                                                     |
| ---- | ----------------------------------------------- | --- | --- | --- | ------------------------------------------------------------------------------- |
| 2014 | Princes Entity                                  | BEF18 Platin · (27 Wo.)BEF | — | — | Erstveröffentlichung: 25. April 2014                                            |
| 2014 | Strange Entity Entity                           | BEF4 Platin · (36 Wo.)BEF | BEW15 (28 Wo.)BEW | — | Erstveröffentlichung: 16. Juni 2014                                             |
| 2015 | Joaquim Entity                                  | BEF39 (1 Wo.)BEF | — | — | Erstveröffentlichung: 22. Juni 2015                                             |
| 2015 | You’re Mine –                                   | BEF2 Platin · (21 Wo.)BEF | BEW5 (17 Wo.)BEW | — | Erstveröffentlichung: 18. September 2015 Raving George feat. Oscar and the Wolf |
| 2015 | Back to Black (Film Black Version) Black O.S.T. | BEF3 Gold · (14 Wo.)BEF | BEW10 (7 Wo.)BEW | — | Erstveröffentlichung: 28. Oktober 2015 feat. Tsar B                             |
| 2016 | The Game –                                      | BEF12 (15 Wo.)BEF | — | — | Erstveröffentlichung: 29. Juli 2016                                             |
| 2017 | So Real Infinity                                | BEF34 (2 Wo.)BEF | — | — | Erstveröffentlichung: 19. Mai 2017                                              |
| 2017 | Breathing Infinity                              | BEF6 Gold · (21 Wo.)BEF | BEW49 (1 Wo.)BEW | — | Erstveröffentlichung: 13. Juni 2017                                             |
| 2017 | Runaway Infinity                                | BEF17 (20 Wo.)BEF | — | — | Erstveröffentlichung: 12. September 2017                                        |
| 2018 | Fever Infinity                                  | BEF27 (11 Wo.)BEF | — | — | Erstveröffentlichung: 27. April 2018                                            |
| 2018 | On Fire –                                       | BEF24 (13 Wo.)BEF | — | — | Erstveröffentlichung: 24. September 2018                                        |
| 2021 | James The Shimmer                               | BEF32 (5 Wo.)BEF | — | — | Erstveröffentlichung: 1. April 2021                                             |
| 2021 | Oliver The Shimmer                              | BEF43 (2 Wo.)BEF | — | — | Erstveröffentlichung: 23. Juli 2021                                             |
| 2021 | Livestream The Shimmer                          | BEF46 (1 Wo.)BEF | — | — | Erstveröffentlichung: 29. September 2021                                        |
| 2022 | Warrior –                                       | BEF1 Gold · (37 Wo.)BEF | — | — | Erstveröffentlichung: 16. September 2022                                        |
| 2024 | Angel Face Taste                                | BEF5 Platin · (17 Wo.)BEF | BEW41 (5 Wo.)BEW | NL27 (13 Wo.)NL | Erstveröffentlichung: 2. Februar 2024                                           |
| 2024 | Somebody Without U Taste                        | BEF14 Gold · (22 Wo.)BEF | — | — | Erstveröffentlichung: 31. Mai 2024                                              |
| 2024 | Spill My Liquor –                               | BEF50 (1 Wo.)BEF | — | — | Erstveröffentlichung: 4. Oktober 2024                                           |

Weitere Singles
- 2013: Orange Sky
- 2014: Undress

## Belege
1. ↑  P. Lester: The playlist: new bands. auf www.theguardian.com, 7. Juli 2014; abgerufen am 15. August 2017
2. ↑  E. Spillebeen: Eurosong for kids: waar zijn ze nu? auf www.bill.be, 21. November 2016; abgerufen am 15. August 2017
3. ↑  K. Nuyens: Oscar and The Wolf, 'Entity'. Elektronische soul als een grootstedelijke nacht. auf www.cuttingedge.be, 3. Mai 2014 (Memento vom 5. August 2018 im Internet Archive);abgerufen am 15. August 2017
4. ↑  Oscar and the Wolf auf genius.com
5. ↑  Mia's 2014 (Memento vom 16. August 2017 im Internet Archive), abgerufen am 16. August 2017
6. ↑  oscar & the wolf - die band, die keine ist. auf westzeit.de; abgerufen am 16. August 2017
7. ↑  Max Colombie over zijn Brussel: "Deze stad moet langzaam tot je doorsijpelen." De Morgen, 5. Februar 2015, abgerufen am 16. August 2017
8. 1 2  Chartquellen: Belgien Flandern Wallonie NL (Alben) NL (Singles)
9. 1 2  Auszeichnungen für Musikverkäufe: BE NL